# Erg
O erg é a unidade de energia ou de trabalho no sistema CGS de unidades (centímetro-grama-segundo), cujo símbolo é o "erg". 
Um erg é a quantidade de trabalho realizado pela força de uma dina que age ao longo de um centímetro. No sistema internacional de unidades (SI), um erg equivale a 1 × 10−7 joule.
Etimologicamente, sua origem vem do grego érgon que significa trabalho, obra, ação e seu nome foi primeiramente proposto pelo físico Joseph David Everett.